# Episodi di Animaniacs (serie animata 2020) (seconda stagione)
La seconda stagione della serie animata Animaniacs è stata pubblicata negli Stati Uniti il 5 novembre 2021 su Hulu.
| nº | Titolo originale                                                                               | Pubblicazione USA |
| -- | ---------------------------------------------------------------------------------------------- | ----------------- |
| 1  | Rome Sweet Rome (Un viaggio a Roma)                                                            | 5 novembre 2021   |
| 1  | Backwards Pinky (Il passato, il presente e il futuro di Mignolo)                               | 5 novembre 2021   |
| 1  | Wakko’s Short Shorts: Now Loading (I cortissimi cortometraggi di Wakko)                        | 5 novembre 2021   |
| 2  | Please Submit (Prego, iscrivetevi)                                                             | 5 novembre 2021   |
| 2  | The Flawed Couple (Una coppia di fuoco)                                                        | 5 novembre 2021   |
| 2  | Everyday Safety (La sicurezza di ogni giorno)                                                  | 5 novembre 2021   |
| 3  | Rug of War (La guerra dei tappeti)                                                             | 5 novembre 2021   |
| 3  | Run Pinky Run (Corsa contro il tempo per Mignolo)                                              | 5 novembre 2021   |
| 3  | The Hamburg Tickler (Il mistero degli hamburger solleticanti)                                  | 5 novembre 2021   |
| 4  | Ralph World (Mondo Ralph)                                                                      | 5 novembre 2021   |
| 4  | My Super Sour Sixteen (Super potere alle sedicenni)                                            | 5 novembre 2021   |
| 4  | How To: Brain Take Over The World (Come il Prof. conquistò il mondo)                           | 5 novembre 2021   |
| 5  | The Warners Are Present (Il Natale tra i regali dei Warner)                                    | 5 novembre 2021   |
| 5  | The Pinktator (Mignolo apprendista dittatore)                                                  | 5 novembre 2021   |
| 5  | Know Your Scroll (Se lo sai, scrollati)                                                        | 5 novembre 2021   |
| 6  | Yakko’s Big Idea (La grande idea di Yakko)                                                     | 5 novembre 2021   |
| 6  | Mouse Congeniality (Congenialità topestica)                                                    | 5 novembre 2021   |
| 6  | Rejected Animaniacs Characters (Caccia alle vecchie conoscenze)                                | 5 novembre 2021   |
| 7  | Yakko Amakko (Yakko il Grande)                                                                 | 5 novembre 2021   |
| 7  | The Longest Word (Il mondo più lungo)                                                          | 5 novembre 2021   |
| 7  | Happy Narfday! (Buone vacanze, Mignolo e Prof.)                                                | 5 novembre 2021   |
| 7  | Magna Cartoon (Cartoni animati in pompa magna)                                                 | 5 novembre 2021   |
| 8  | Wakkiver Twist (La grande fuga di Wakkiver Twist)                                              | 5 novembre 2021   |
| 8  | Plight of Hand (Diamogli una mano)                                                             | 5 novembre 2021   |
| 9  | What is That? (Cos'è questo?)                                                                  | 5 novembre 2021   |
| 9  | Mouse Madness (Pazzie da topi)                                                                 | 5 novembre 2021   |
| 9  | Christopher Columbused (I viaggi confusi di Cristoforo Colombo)                                | 5 novembre 2021   |
| 9  | Fake Medicines (Attenti alle false medicine)                                                   | 5 novembre 2021   |
| 10 | Exercise Minute (Un minuto di esercizi)                                                        | 5 novembre 2021   |
| 10 | Reichenbrain Falls (Una cascata di cervelli per il Prof.)                                      | 5 novembre 2021   |
| 10 | Targeted Ads (Pubblicità taggate)                                                              | 5 novembre 2021   |
| 10 | Starbox and Cindy (Il ritorno di Starbox e Cindy)                                              | 5 novembre 2021   |
| 11 | A Brief History of History (Una breve storia nella storia)                                     | 5 novembre 2021   |
| 11 | The Incredible Gnome in People’s Mouths: Gerard (La comparsa di Gerard)                        | 5 novembre 2021   |
| 11 | The Prisoners Dilemma (Il dilemma dei prigionieri)                                             | 5 novembre 2021   |
| 11 | Math-Terpiece Theater: Beachballs (Il teatro dei capolavori matematici: i palloni da spiaggia) | 5 novembre 2021   |
| 12 | Warner’s Ark (L'arca dei Warner)                                                               | 5 novembre 2021   |
| 12 | The Apology (L'angolo delle scuse)                                                             | 5 novembre 2021   |
| 12 | Narf Over Troubled Water (Alla ricerca dell'acqua di Mignolo)                                  | 5 novembre 2021   |
| 12 | The Warner’s Vault (I Warner sul tetto del mondo)                                              | 5 novembre 2021   |
| 13 | 80’s Cats (I gatti degli anni '80)                                                             | 5 novembre 2021   |
| 13 | All About The Benjamin (Tutto quanto su Benjamin)                                              | 5 novembre 2021   |
| 13 | 23 and WB (23 e lode)                                                                          | 5 novembre 2021   |